# Sługoccy herbu Jastrzębiec

herb Jastrzębiec

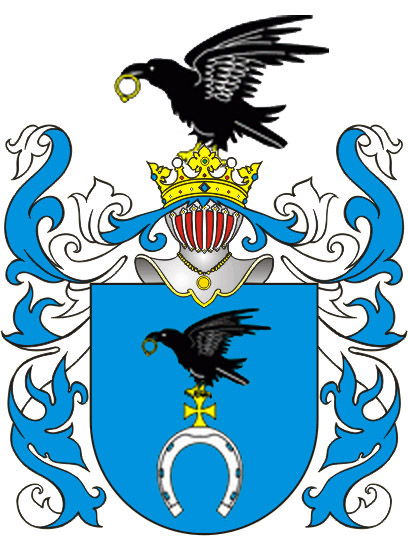
herb Ślepowron

Sługoccy – polski ród szlachecki pieczętujący się herbem Jastrzębiec, który wziął swoje nazwisko od Sługocina w Powiecie lubelskim, znany od XIV wieku.
Sługoccy zamieszkiwali Ziemię chełmską, gdzie pełnili liczne urzędy ziemskie oraz skąd brali aktywny udział w życiu politycznym kraju. W pierwszej połowie XVII wieku ich dobra stanowiła przede wszystkim wieś Wierzchowiska. Zbigniew Sługocki był sędzią ziemskim buskim i pisarzem grodzkim krasnostawskim, zaś Józef Sługocki był stolnikiem chełmskim, posłem na Sejm, deputatem na Trybunał Koronny i w końcu jego marszałkiem (1740). Andrzej Dzierżysław Sługocki podpisał elekcję 1648 roku, tj. wybór Jana Kazimierza Wazy na króla Polski.
Po rozbiorach Rzeczypospolitej w zaborze austriackim wylegitymowali się ze staropolskiego szlachectwa Sługoccy z herbem Ślepowron w 1782 przed Halickim Sądem Grodzkim a także w XIX wieku przed Wydziałem Stanów we Lwowie. Nie sposób jednak stwierdzić, czy stanowili oni gałąź Sługockich herbu Jastrzębiec, czy też reprezentowali oni odrębny ród Sługockich.

## Członkowie rodu
- Andrzej Dzierżysław Sługocki h. Jastrzębiec - podstarości lubelski, stolnik lubelski, poseł na Sejm
- Stanisław Sługocki h. Jastrzębiec - stolnik chełmski, kasztelan lubelski, marszałek Trybunału Głównego Koronnego

- Ryszard Sługocki h. Ślepowron (ur. 1928) - dziennikarz, podróżnik, dyplomata, wykładowca akademicki
- Waldemar Sługocki h. Ślepowron (ur. 1971) - nauczyciel akademicki, poseł na Sejm VII kadencji, wiceminister, senator IX kadencji